# IC 509
IC 509 ist eine Spiralgalaxie vom Hubble-Typ Sc im Sternbild Krebs auf der Ekliptik. Sie ist schätzungsweise 241 Millionen Lichtjahre von der Milchstraße entfernt.
Das Objekt wurde am 18. März 1892 vom französischen Astronomen Stéphane Javelle entdeckt.